# Internetkriminalität
Internetkriminalität sind Straftaten, welche die Infrastruktur des Internet nutzen oder mit den speziellen Techniken des Internets geschehen. Dies ist nicht zu verwechseln mit Computerkriminalität, bei der primär der Computer, auch ohne Internetnutzung, als Tatwaffe eingesetzt wird. Den Schutz vor Internetkriminalität nennt man auch Onlinesicherheit. Dieser Begriff ist zu unterscheiden von dem Schutz der Infrastruktur selbst, online oder materiell, aber auch vor sonstigen Gefahren, als Teil der IT-Sicherheit.

## Erscheinungsformen
Die Erscheinungsformen sind sehr vielfältig; Beispiele sind Internetbetrug, das Ausspähen von Daten, Verstöße gegen das Verbreitungsverbot oder den Jugendmedienschutz, Identitätsdiebstahl, Urheberrechtsverletzung, Cyber-Terrorismus, Cyber-Mobbing, Volksverhetzung sowie das Verbreiten von Kinderpornographie.
Der Übergang zu Methoden und Verfahren des Cyberwar („Netzkrieg“) ist mittlerweile fließend geworden; im Einzelfall ist durchaus nicht ohne weiteres auszumachen, ob ein Angriff im Netz einschlägig kriminellen Zielen dient oder militärisch bzw. politisch intendiert ist (etwa bei einer weitreichenden Sabotage des stark ITK-abhängigen Finanzsystems oder der Webpräsenzen öffentlicher Einrichtungen im weitesten Sinn). Den Beobachtungen zufolge professionalisiert sich die „Malware-Branche“ zunehmend, die Angriffe auf Rechner und Rechnernetze werden immer ausgefeilter.
Laut Antivirensoftware-Entwickler stieg z. B. die Infektion von Rechnern mit Schadsoftware, die zum Identitätsdiebstahl dient (etwa der Ausspähung von Bankkontendaten), vom ersten zum zweiten Halbjahr 2008 um 800 Prozent.
Im Bankenbereich nehmen neben Online-Attacken auf die Konten von Privatkunden vor allem die Angriffe direkt auf das Interbankengeschäft mit Hilfe gefälschter Versionen von Zahlungsaufträgen zu. Die dabei verwendete Schadsoftware dringt dabei in das Netz der angebundenen Institute ein und verursacht jährliche Schäden von zig Millionen Dollar.
Zielobjekt des CEO Fraud sind Firmen, die laut einer FBI-Verlautbarung von 2015 um über 740 Mio. Dollar geprellt wurden.

## Technischer Fortschritt
Beinahe schon seit der allgemeinen Etablierung des Internets seit den 1990er Jahren und der zunehmenden Elektronisierung weiter Felder des öffentlichen Lebens, vor allem auch auf wirtschaftlichem Gebiet, liefern sich Kriminelle und Sicherheitsexperten einen Hase- und Igel-Wettlauf auf den unterschiedlichsten Feldern. In jüngster Zeit (2010er Jahre) werden die Methoden der Cyberverbrecher zusehends raffinierter und elaborierter (was z. B. auch für viele Virenprogrammierer gilt, deren Produkte unterdessen ein erstaunliches, im Einzelfall beängstigendes technisches Niveau erreicht haben).
Nach Aussage des US-Telekommunikationsdienstleisters Verizon Business sei es Kriminellen in den Vereinigten Staaten gelungen, die Verschlüsselung beim Übertragen von PIN-Codes zu knacken. Dabei konnten die Hacker sowohl an verschlüsselte als auch an unverschlüsselte PINs gelangen. Fachleute gehen Medienberichten zufolge davon aus, dass das Problem nur gelöst werden kann, wenn die Finanzindustrie den elektronischen Zahlungsverkehr insgesamt überholt.

## Situation Weltweit
Euler Hermes hat 7654 Schadensmeldungen aus der Finanzbranche der Jahre 2015 bis 2021 in Höhe von insgesamt 870 Millionen Euro ausgewertet. Cybervorfälle lagen dabei mit rund 12 Prozent der Schadensumme an erster Stelle.
Im Januar 2023 zerschlugen Strafverfolgungsbehörden mehrerer Staaten unter Einbeziehung von Europol nach eigenen Angaben ein weltweit agierendes Hackernetzwerk namens Hive Ransomware, das laut den Behörden weltweit für mehr als 1500 schwere Cyberangriffe gegen Unternehmen und Organisationen verantwortlich ist. Der verursachte Schadenswert bei den betroffenen Firmen und öffentlichen Institutionen liegt nach Schätzungen der Ermittler im Milliardenbereich. Sitz der Bande ist mit hoher Wahrscheinlichkeit Russland. Das Netzwerk habe nicht nur wichtige Daten der Opfer verschlüsselt, sondern auch Ransomware entwickelt, um Opfer unter Androhung von Veröffentlichung der Daten zum Geldtransfer zu bewegen. Alleine das an Hive Ransomware gezahlte Lösegeld lag bei mehr als 100 Millionen US-Dollar.

## Situation in Deutschland
Für seinen von HP Enterprise Security gesponserten Bericht 2014 zu den Kosten von Internetkriminalität befragte das Ponemon Institute ein repräsentatives branchenübergreifendes Sample von 46 Betrieben in Deutschland. Die Umfrage ergab eine durchschnittliche Schadenhöhe von 6,1 Mio. €, mit einer Spannbreite von 425 Tsd. € bis 20,2 Mio. € pro Jahr. Phishing, Social Engineering und Web-Attacken machten mehr als 35 % der Kosten aus.
Das Bundeskriminalamt (BKA) hat im Jahr 2012 in Deutschland 229.408 Straftaten festgestellt, auf die das Merkmal „Tatmittel Internet“ zutraf.
„Phishing“ bildet laut BKA trotz eines Rückgangs der Fallzahlen um 46 % weiterhin „im Hinblick auf das vorhandene Schadenspotenzial und die Lukrativität für die Täterseite weiterhin einen Schwerpunkt im Bereich Cybercrime.“ Knapp 3.500 Fälle will das BKA 2012 ermittelt haben, bei einer durchschnittlichen Schadenshöhe von ca. 4.000 Euro pro Fall. Für den Rückgang wird Sensibilisierung der Anwender, verstärkte Schutzmaßnahmen und effektives IT-Management verantwortlich gemacht.
Aktuell sind Smartphones weiterhin ein interessantes Ziel für Kriminelle. Nutzer setzen diese immer vielfältiger wie z. B. für Onlinebanking, zur Autorisierung von Transaktionen, zum unmittelbaren Zugriff auf E-Mail-Konten und Konten sozialer Netzwerke oder gar zur Nutzung geschäftlicher Daten ein und seien sich der Gefahren bei der Nutzung mobiler Betriebssysteme unzureichend bewusst.
Die Zahl der Straftaten, die mit dem Tatmittel Internet begangen wurden, ist im Jahr 2016 leicht gestiegen. Im Vergleich zum Vorjahr (244.528 Fälle) wurden 2016 insgesamt 253.290 Fälle erfasst. Dazu gehören Delikte wie Waren- und Warenkreditbetrug, Computerbetrug, Leistungs- und Leistungskreditbetrug, die Verbreitung pornografischer Schriften und Straftaten gegen die Urheberrechtsbestimmungen. Wie die Infografik der Polizei zeigt, entfielen allein 27,8 Prozent der Fälle auf den Warenbetrug; beachtenswert ist auch der Anteil von 20,7 Prozent beim Warenkreditbetrug. Waren- und Warenkreditbetrug machen somit fast die Hälfte aller Fälle aus. Von den 101.654 Tatverdächtigen waren 68,7 Prozent männlich und 31,4 Prozent weiblich. Die Aufklärungsquote lag bei 65 Prozent. Die Polizeiliche Kriminalstatistik wies 2007 allerdings auch einen erheblichen Anstieg bei Urheberrechtsverletzungen aus: um 54,6 Prozent auf 32.374 Fälle. Dafür wurde vor allem das verschärfte Vorgehen der Musikindustrie gegen illegales Herunterladen von urheberrechtlich geschützten Daten verantwortlich gemacht.
Es gibt auf Online-Plattformen eine Zunahme von betrügerischen Fakeshops, bei denen bezahlte Ware nicht oder nicht in der bestellten Qualität geliefert wird. Die Kriminalstatistik der Polizei für das Jahr 2015 weist für Deutschland fast 75.000 Fälle von Warenbetrug im Internet aus. Das deutsche Bundeskriminalamt nennt dies ein „Massenphänomen, das die Strafverfolgungsbehörden vor große Herausforderungen stellt“.
Nach einer BITKOM-Studie wurde 2018 jeder zweite Internet-Nutzer in Deutschland Opfer von Cyberkriminalität. Zwölf Prozent der Internet-Nutzer wurden nach eigenen Angaben beim privaten Einkauf oder bei Verkaufsgeschäften betrogen, elf Prozent gaben an, dass ihre Kontodaten missbraucht wurden. Jeweils zwei Prozent berichteten von Daten- und Identitätsdiebstahl außerhalb des Internets, den Missbrauch von Kontodaten gab dort ein Prozent an. In seinem Lagebericht zur IT-Sicherheit in Deutschland konstatierte das Bundesamt für Sicherheit in der Informationstechnik (BSI) im Jahr 2020, dass die generelle Betroffenheit bei Bürgerinnen und Bürgern konstant hoch bleibt.
Der unbesorgte Umgang mit Daten in den „Mitmach“-Anwendungen des Webs, vor allem in den immer beliebter werdenden sozialen Netzwerken, schreckt Sicherheitsexperten demnach besonders auf. „Bedenkenlos geben Anwender in ihren Benutzerprofilen detailliert private Informationen preis. Dabei vergessen sie oft, dass Informationen im Netz praktisch jedermann zugänglich sind und es auch bleiben“, heißt es in der BSI-Studie.
Botnets, mittels derer Cyber-Kriminelle oftmals hunderttausende gekaperter Privat- und Bürorechner ohne Wissen der Benutzer vernetzen und missbrauchen, laut BSI „Teil einer professionell und international aufgestellten Schattenwirtschaft“, haben sich unterdessen zu einer herausragenden Bedrohung entwickelt. Seit 2007 kam es zu einer Reihe prominenter Aufdeckungen (vgl. GhostNet; Trojaner).
Bei einer Forsa-Umfrage im Auftrag der Schufa aus dem Jahr 2018 gaben 39 Prozent der Befragten an, selbst schon einmal Opfer von Internetkriminalität geworden zu sein, 12 Prozent wurden dabei konkret Opfer von Identitätsmissbrauch im Internet. Im Bereich der Kinderpornographie ist seit 2017 eine starke Zunahme zu beobachten.

## Bekämpfung der Internetkriminalität

### Europa
Wegen der erheblich gestiegenen Gefahren hat die Europäische Kommission Ende März 2009 einen Fünf-Punkte-Plan zum Schutz kritischer Informationsinfrastrukturen in den Mitgliedsstaaten der Europäischen Union vorgestellt.
Neben einer forcierten Koordination zwischen den Mitgliedstaaten sieht er vor:
- Prävention und Abwehrbereitschaft
- Erkennung und Reaktion; Einrichtung eines Frühwarn- und Informationsnetzes
- Folgenminderung und Wiederherstellung
- Internationale Zusammenarbeit
- Aufstellung von einheitlichen Kriterien für europäische kritische IKT-Infrastrukturen

Die Europäische Agentur für Netz- und Informationssicherheit (ENISA) soll laut EU-Kommission die Initiative vorantreiben. Die Kommission werde zudem zusammen mit den Mitgliedstaaten „einen Fahrplan zur Förderung von Grundsätzen und Leitlinien auf globaler Ebene ausarbeiten. Als Mittel zur globalen Konsensbildung wird die strategische Zusammenarbeit mit Drittstaaten gefördert, vor allem in den Dialogen zu Themen der Informationsgesellschaft.“

### International
Am 23. November 2001 unterzeichneten die 26 Länder des Europarats neben den USA, Kanada, Japan und Südafrika das „Übereinkommen über Computerkriminalität“, auch „Budapester Konvention gegen Datennetzkriminalität“ oder kurz Cybercrime-Konvention genannt, um die länderspezifischen Computerstrafrechtsregelungen anzugleichen. Unter anderem sollen Internetanwender oder Domain-Besitzer grenzüberschreitend identifiziert oder Web-Sites, deren Inhalte gegen die Konvention verstoßen, grenzüberschreitend aus dem Netz entfernt werden können. Rechte unverdächtiger Dritter sind nicht gesondert geschützt. Rassistische bzw. fremdenfeindliche Inhalte sind auf US-Wunsch mit Hinweis auf die Meinungsfreiheit nicht berücksichtigt. Das Übereinkommen repräsentiere zudem „einen Markstein im Vertragssystem des Europarates zur Bekämpfung von Terrorismus und organisiertem Verbrechen“ (Hans Christian Krüger, damals stellvertretender Generalsekretär des Europarates).
Ein rund um die Uhr tätiges internationales Kontaktnetzwerk zur raschen Amtshilfe wurde eingerichtet.

### Deutschland
Zur Bekämpfung der Internetkriminalität wurde in Deutschland beim Bundeskriminalamt das Technische Servicezentrum Informations- und Kommunikationstechnologien (TeSIT) aufgebaut, dessen vornehmliche Aufgabe es nach Angaben des Innenministeriums ist, „technische Unterstützung bei Exekutivmaßnahmen und Ermittlungen in Datennetzen zu leisten“. Dem TeSIT ist zudem die Anfang 1999 eingerichtete Zentralstelle für anlassunabhängige Recherchen in Datennetzen (ZaRD) zugeordnet. Das Bundeskriminalamt wertet eigenen Angaben zufolge das Internet „rund um die Uhr systematisch und anlassunabhängig auf polizeilich relevante – insbesondere kinderpornographische – Inhalte aus und führt gegebenenfalls die Beweiserhebung, -sicherung und -dokumentation durch“. Es wird auf „eine beachtliche Zahl“ von Fahndungserfolgen verwiesen. Hervorgehoben wird auch, „dass die Polizei mit der rasanten technischen Entwicklung Schritt halten muss“. Bei der Verfolgung sei es jedoch ein großes Problem, dass Täter global agieren könnten, Behörden jedoch nur national und regional begrenzt.
Auch die Polizeien der einzelnen Bundesländer sind an der Bekämpfung der Internetkriminalität beteiligt. Beispielsweise besteht seit 2009 beim Landeskriminalamt Niedersachsen eine „Zentralstelle Internetkriminalität“ mit 20 Mitarbeitern.
Der Bund Deutscher Kriminalbeamter (BDK) und die Stiftung Deutsches Forum für Kriminalprävention (DFK) haben unter Mitarbeit von Vertretern aus Forschung und Wirtschaft im Juni 2009 der Bundesregierung ein fertiges und sofort umsetzbares Konzept für mehr Sicherheit im Internet vorgelegt. Es handelte sich um das Online-Angebot Web Patrol unter dem Motto Der 8. Sinn im Netz. Grund dafür waren ungefilterte Internetzugänge mit Inhalten wie Pornographie, Pädophilie, Islamismus, Rechts- und Linksextremismus, Terrorismus, die für Kinder und Jugendliche frei verfügbar sind. Web Patrol beinhaltete ein Informationsportal, das zielgruppenorientiert über Fragen der Sicherheit und des Verhaltens informieren soll, und ein Programm, das in der Lage ist, verdächtige Inhalte direkt zu melden. Internetnutzer sollten so durch einfaches Anklicken eines zusätzlichen Buttons im Browser mittels einer automatisch generierten Meldung Erkenntnisse über suspekte Inhalte, fragwürdige Umtriebe, Datenklau, Übergriffe in Chatrooms und strafrechtlich relevantes Material an eine unabhängige Clearingstelle, die sich aus einem interdisziplinären Team aus Kriminalisten, Psychologen und Soziologen zusammensetzt, übermitteln können. Diese bewertete eingehende Meldungen, gab eine erste Rückmeldung und leitete den Vorgang an zuständige Institutionen weiter. Da das Internet zunehmend als Medium für die Vorbereitung und die Ausführung abweichenden Verhaltens bis hin zur Durchführung krimineller Taten genutzt werde und nicht sensibilisierte Personen ein leichtes Opfer für Internetkriminelle würden oder selbst durch die Möglichkeiten des Internets zu kriminellen Taten angeregt würden, forderte der BDK, das Modell noch vor der nächsten Legislaturperiode umzusetzen.